# Paromenia macroptera
Paromenia macroptera är en insektsart som beskrevs av Pierre André Latreille 1811. Paromenia macroptera ingår i släktet Paromenia och familjen dvärgstritar. Inga underarter finns listade i Catalogue of Life.